# Feuerwehr Jena

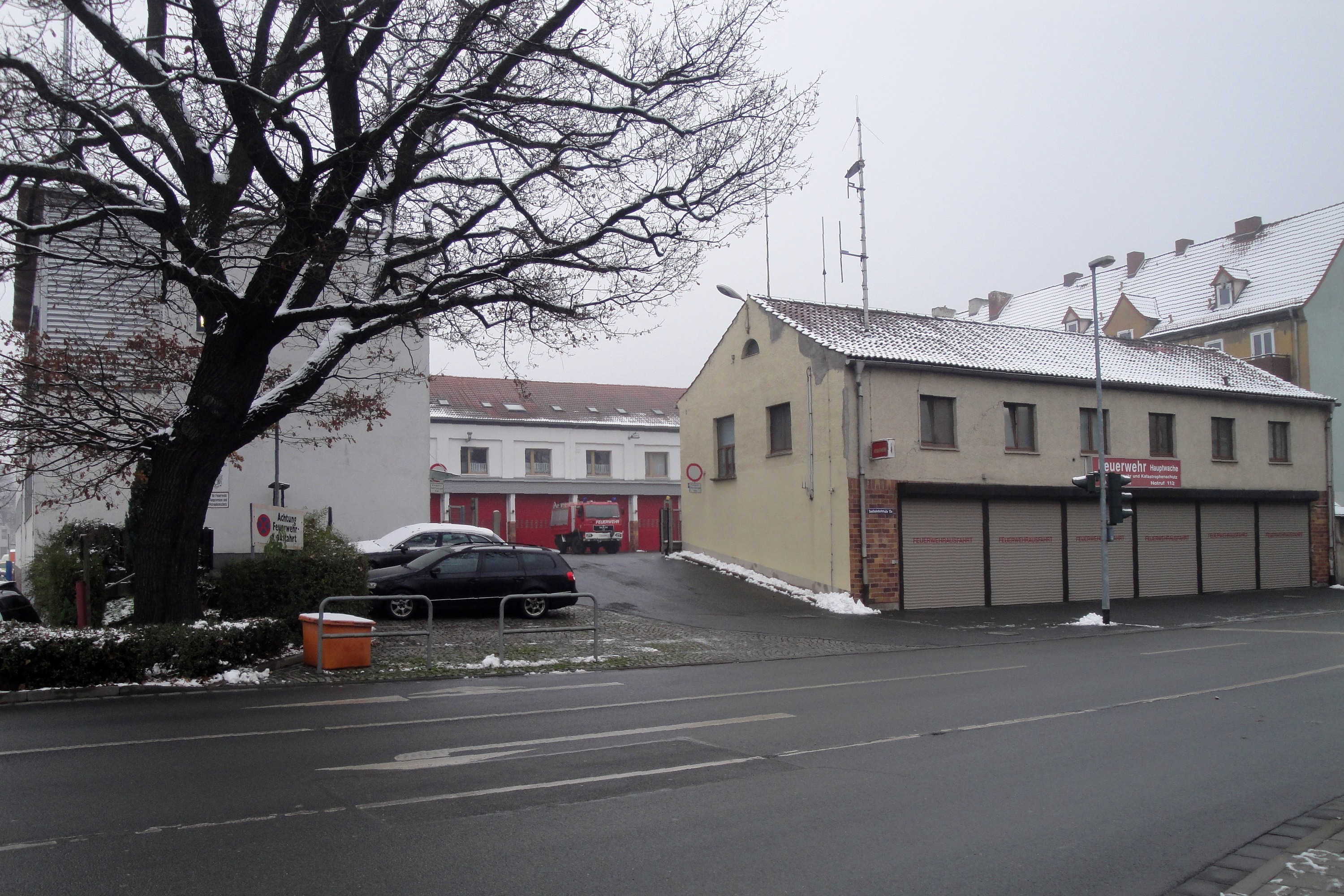
Ehemalige Hauptwache der BF Jena

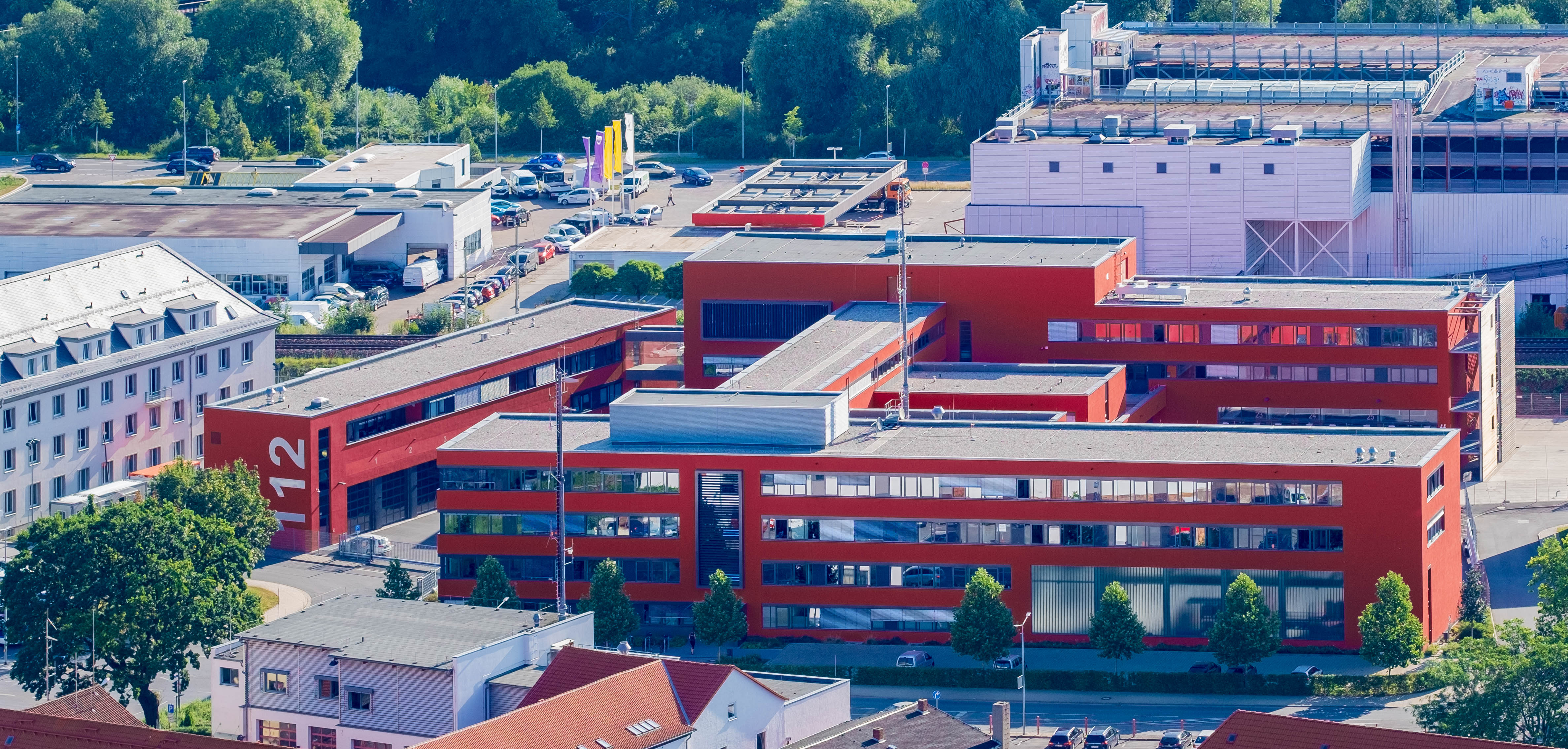
Feuerwache Nord Juli 2020

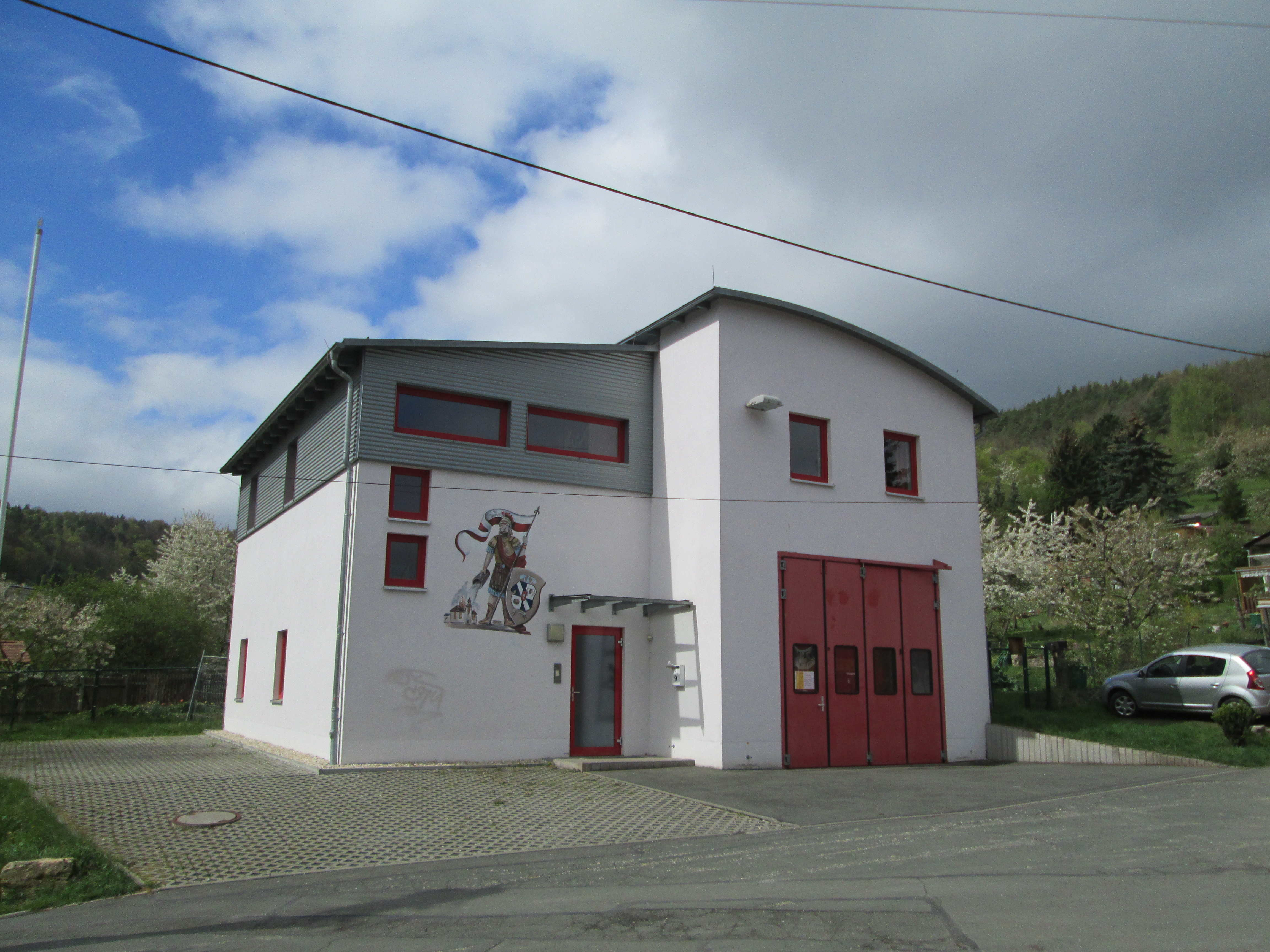
Feuerwehrhaus der Freiwilligen Feuerwehr Lichtenhain

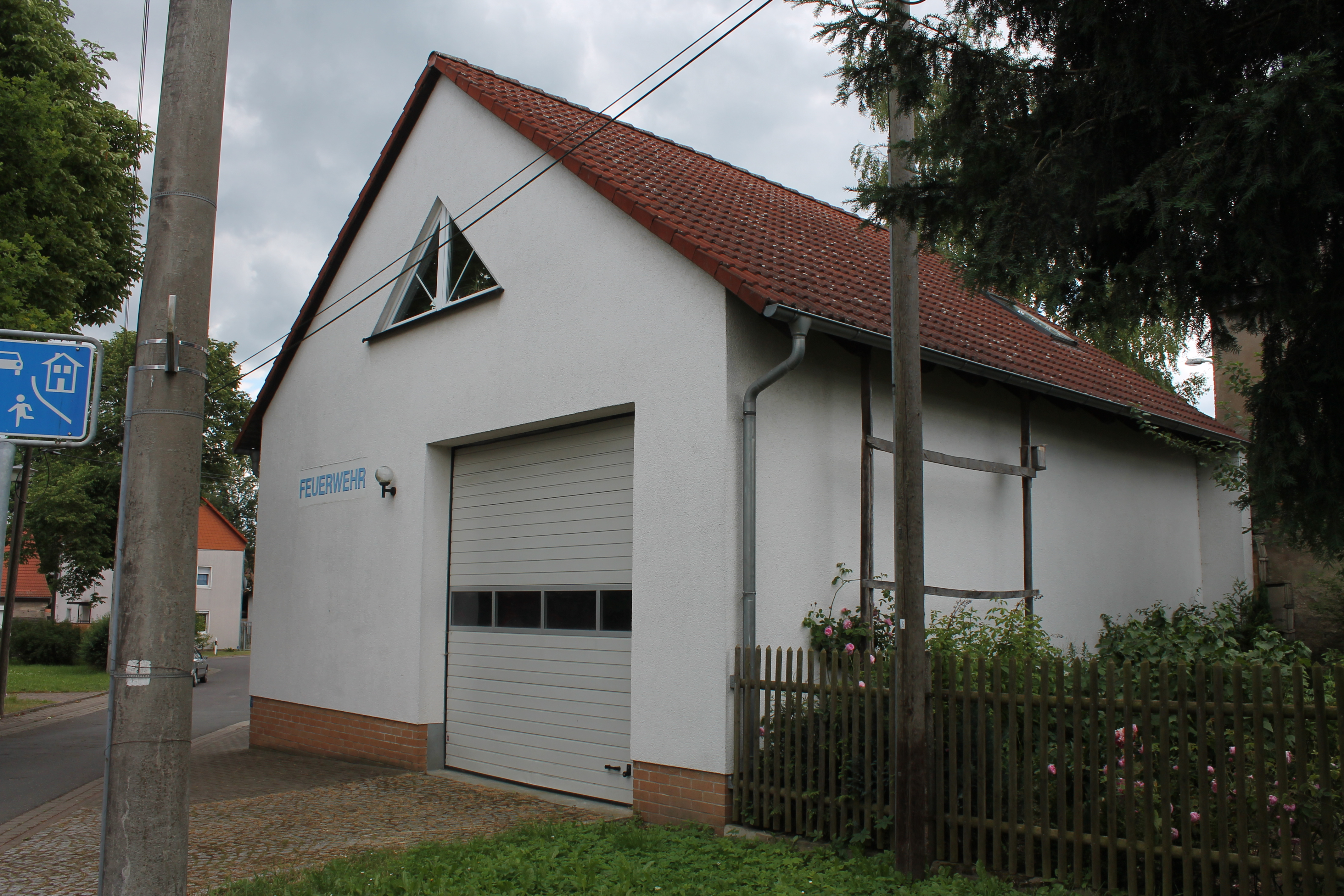
Feuerwehrhaus der Freiwilligen Feuerwehr Krippendorf

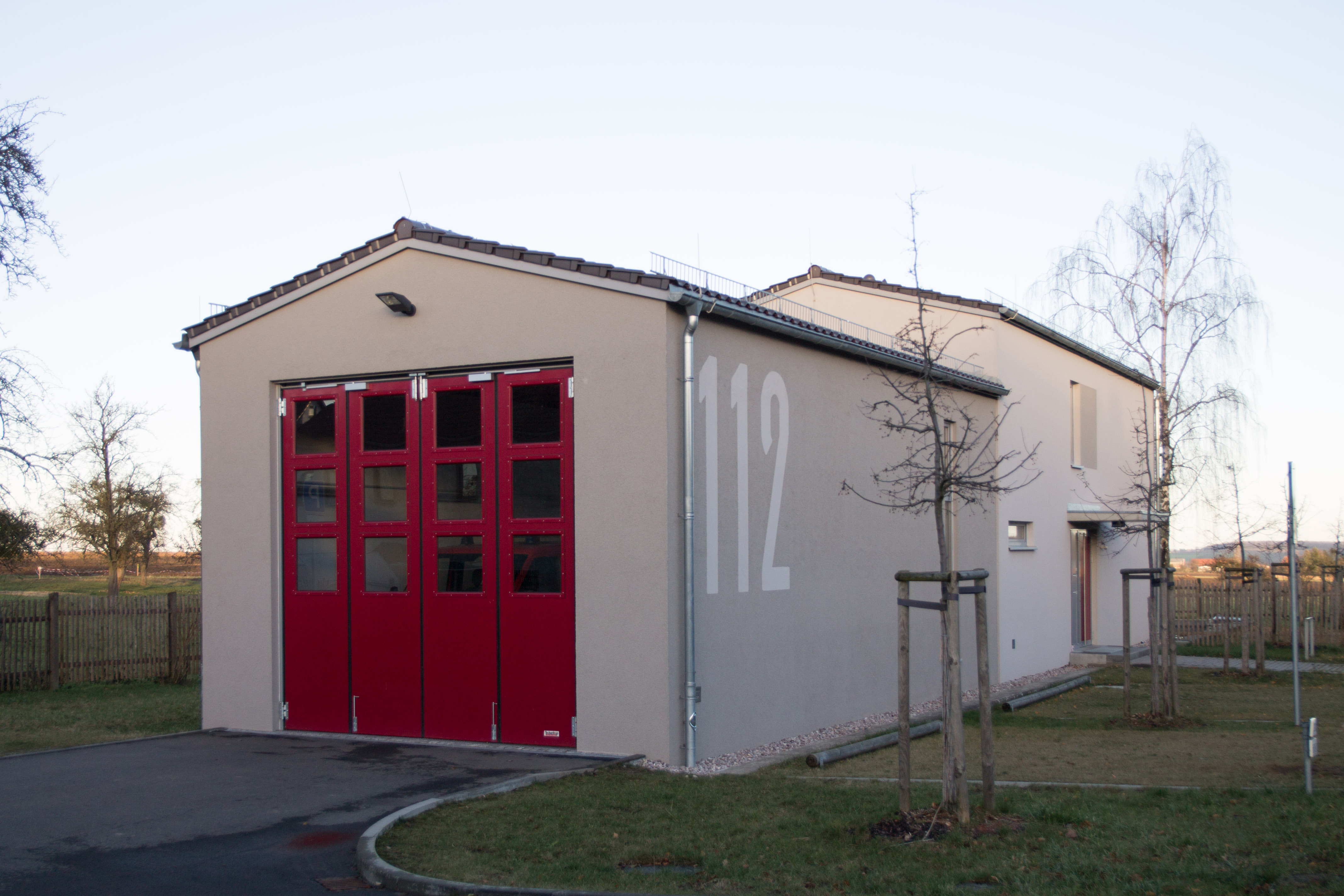
Feuerwehrhaus der Freiwilligen Feuerwehr Vierzehnheiligen

Die Feuerwehr Jena mit Sitz im Gefahrenabwehrzentrum (GAZ) Am Anger 28 in Jena ist verantwortlich für den Brandschutz, die Technische Hilfeleistung und die Brandbekämpfung in der Stadt Jena sowie der Bundesautobahn 4. Sie gehört zum Fachdienst Feuerwehr, der dem Dezernat Finanzen, Sicherheit, Bürgerservice, Digitalisierung und Sport  unterstellt ist und besteht aus einer Berufsfeuerwehr (BF) mit 3 Wachabteilungen sowie 15 Freiwilligen Feuerwehren (FF). Den FF sind die Jugendfeuerwehren sowie Kinderfeuerwehren angegliedert.

## Geschichte
Die erste urkundliche Erwähnung einer Feuerwehr in Jena geht auf einen Eintrag im Urkundenbuch der Stadt Jena vom 12. März 1419 zurück, in der über die Bildung der „Gesellschaft der Feuerknechte“ berichtet wird. Die Mitglieder hatten mit dem Rat der Stadt Jena einen Vertrag abgeschlossen, verpflichtend den Feuerwehrdienst zu übernehmen. Als Besoldung wurden sie von der Gewerbesteuer befreit und mussten im Falle der Vernachlässigung des Dienstes Strafen zahlen.

„Am Sonntag Reminiscere thun sich etliche Leute zusammen, zu den Feuern zu gehen mit Zubern und Stangen, wenn man zu dem Feuer Läuten würde, dafür werden sie schoßfrei von ihrem Gewerbe, aber nicht von Erbe und Gut. Wer von ihnen bei Feuer nicht erscheint, soll um 4 Schillinge gepfündet werden, wovon der Rat 2 und die Träger 2 erhalten sollen.“

„Sie bilden eine förmliche Innung, haben Lade und halten zu Egydi jeden Jahres förmlich Quartal.“

„Eyd So die Feuer-Diener und künftig leisten müssen. Ich schwöre zu Gott dem Allmächtigen einen leiblichen Eyd, daß ich bey der Stadt Jena in Feuers-Noth, sobald ich solche inne werde oder deswegen vom Thurm ein Zeichen gegeben wird, mich gebührend einzufinden, auf das Feuer gute Acht haben, an demjenigen Orte allwo deswegen etwas zu verrichten der Feuer-Ordnung gemäß mich bezeigen, mit Beybringung der Spritzen, Eimer und andern nöthigen Instrumenten unsäumig seyn, auch all dieses zu rechter Zeit wieder aufheben und an gehörigen Orten verwahren helfen, und in allen, nichts was zur Tilgung des entstandenen Feuers nöthig seyn wird unterlassen, noch von dem Feuer eher und bevor alles getilget und in Sicherheit gebracht und von den der Zeit regierenden Bürgermeister mir ausdrücklich Erlaubniß gegeben, abtreten wolle, also so wahr mir Gott helfen soll und sein heiliges Wort durch Jesum Christum, Amen.“

Die erste Erwähnung einer Feuerwehr in Winzerla gab es im Jahr 1728. Die FF Winzerla wurde bis 1989 als „älteste Feuerwehr der DDR“ geführt. Die erste Freiwillige Feuerwehr in Jena wurde am 22. Februar 1864 in der Altstadt gegründet. Ende des Jahres 1864 waren 78 freiwillige Feuerwehrmänner auf die Statuten und das Disziplinargesetz vom 10. Oktober 1864 verpflichtet. Am 16. August 1868 wurde der Thüringer Feuerwehrverband gegründet und vom 14. bis 16. August 1869 wurde der erste Thüringer Feuerwehrtag in Jena abgehalten. Die Berufsfeuerwehr Jena wurde am 1. Januar 1947 mit Mitgliedern der Freiwilligen Feuerwehren gegründet und bestand zu diesem Zeitpunkt aus einem Brandinspektor, 3 Löschmeistern sowie 15 Feuerwehrleuten. Aufgrund der Größenausdehnung und Weitläufigkeit des Universitätsklinikums Jena besitzt dieses eine eigene Hausfeuerwehr. Die Mitglieder kooperieren mit der BF Jena und erhalten mindestens eine Truppmannausbildung oder je nach Vorausbildung auch weitere Lehrgänge durch die BF.

## Berufsfeuerwehr
Die Berufsfeuerwehr besteht aus 145 Beamten im aktiven feuerwehrtechnischen Dienst und betreibt zwei Feuerwachen, die Feuerwache Nord Am Anger und die Feuerwache Süd in der Parkstraße. In der Feuerwache Nord ist neben der BF die FF Mitte sowie Rettungswachen von DRK und Malteser Hilfsdienst untergebracht. Auf dem Gelände befinden sich zudem das Gefahrenabwehrzentrum (GAZ) und die zentrale Leitstelle. In der Feuerwache Süd ist neben der BF die FF Göschwitz, die FF Winzerla sowie eine Rettungswache des ASB untergebracht. Neben Kräften für technische Hilfe und Brandbekämpfung hält die BF Jena eine Höhenrettungsgruppe vor. Ebenfalls ist sie seit 1993 als Teil der Notfallrettung der Stadt Jena, neben DRK, Maltesern und ASB, zuständig für die bodengebundene Notfallrettung. Die Alarmierung erfolgt durch Funkmeldeempfänger über die integrierte Leitstelle der BF Jena.

## Freiwillige Feuerwehr
| Standort         | gegründet        | Mitglieder |
| ---------------- | ---------------- | ---------- |
| Jena-Mitte       | 22. Februar 1864 | 41         |
| Lobeda           | 1883             | 35         |
| Lichtenhain      |                  | 22         |
| Winzerla         | 1883             | 32         |
| Göschwitz        | 1883             | 21         |
| Isserstedt       |                  | 20         |
| Krippendorf      |                  | 8          |
| Zwätzen          | 1886             | 18         |
| Wöllnitz         | 1932             | 18         |
| Wogau            | 1893             | 25         |
| Münchenroda      | 1992             | 17         |
| Closewitz        |                  | 16         |
| Lützeroda        |                  | 16         |
| Vierzehnheiligen |                  | 12         |
| Leutra           |                  | 14         |